# Феттер, Гельмут
Гельмут Вальдемар Феттер (нем. Hellmuth Waldemar Vetter; 21 марта 1910, Растенберг, Германская империя — 2 февраля 1949, Ландсбергская тюрьма) — немецкий врач, гауптштурмфюрер СС, проводивший опыты над людьми в различных концлагерях.

## Биография
Гельмут Феттер родился 21 марта 1910 года в Тюрингии в семье продавца Густава Афдольфа Феттера. В 1914 году вместе с семьёй переехал во Франкфурт-на-Майне. Там посещал среднюю школу и реальное училище. В 1930 году сдал экзамены на аттестат зрелости. Изучал медицину во Франкфуртском университете имени Иоганна Вольфганга Гёте. В 1933 году один семестр учился в Граце и после своего возвращения во Франкфурт в октябре 1933 года был зачислен в ряды СС (№ 126917). В начале 1934 года начал дипломную работу под руководством Генриха Гутмана. С 1934 по 1936 год состоял в санитарной роте оберабшнита СС «Рейн». В 1935 году сдал государственный экзамен и проходил медицинскую практику в университетский клинике Франфкфурта и больнице в Саарбрюккене. С 21 октября 1936 года был врачом в санитарного эшелоне 85-го штандарта СС в Саарбрюккене. В 1937 году вступил в НСДАП (№ 5393805). С переводом в химический концерн Bayer в Леверкузене в феврале 1938 года началась его карьера в системе концлагерей. Как научный сотрудник концерна Bayer Феттер тестировал новые препараты на заключённых в различных концлагерях. В июле 1938 года женился на Марии Хорн, в браке родилось двое детей. 
20 мая 1941 года был призван в дивизию СС «Германия», но оставался в ней несколько недель. С 29 июля 1941 года работал в концлагере Дахау, где проверял действие препаратов сульфаниламида от гонореи и пневмонии. В письме от 4 августа 1941 года, адресованном коллегам в Леверкузене, Феттер охарактеризовал Дахау как один из «самых обустроенных концлагерей» в Рейхе, и что он чувствовал себя там «как в Раю». В конце декабря 1941 года был переведён в концлагерь Освенцим, где проводил медицинские испытания в больнице.
С созданием концлагеря Арбайтсдорф в 1942 году Феттер был переведён туда. После роспуска лагеря 13 октября 1942 года был переведён в недавно созданный лагерный комплекс Аушвиц III Моновиц, который изначально был сублагерем Освенцима. В этом лагере заключённые были задействованы для строительства химического предприятия Buna-Werke для концерна IG Farben. Несмотря на то, что он был лагерным врачом, он появлялся в лагере только раз в неделю, проводя селекции заключённых для отправки в газовую камеру. Кроме того, в Моновице он продолжил серию экспериментов над людьми, в частности, он использовал препараты от IG Faren для лечения сыпного тифа. Его работодатель писал в 1942 году, что Феттер «имел большую станцию для исследования тифа в Освенцима, где он имел возможность тщательно протестировать новые препараты». 
Впоследствии был переведён в концлагерь Гузен, входивший в состав концлагеря Маутхаузен, где с марта 1943 года был лагерным врачом и проводил вскрытие рабочих, погибших при строительстве и эксплуатации подземного авиационного завода B8 Bergkristall. Во время его пребывания в лагере в блоке № 31 нетрудоспособным узникам вводили инъекции бензина. Для этой цели специально отбирали заключённых. Кроме того, Феттер создавал фальшивые свидетельства о смерти заключённых. В апреле 1945 года был батальоном враче в боевой группе «Верхний Дунай». В начале мая 1945 года Феттер был врачом в полевом лазарете СС в Бад-Халле.

### После войны
5 мая 1945 года под Тиролем сдался в плен 7-й армии США и был доставлен в лагерь для военнопленных в Дахау. Некоторое время содержался в нюрнбергской тюрьме и выступал свидетелем на нюрнбергском процессе над врачами, после чего вновь был доставлен в Дахау. В рамках процессов американских трибуналов в Дахау Феттер и четверо других человек стали обвиняемыми на одном из последующих Маутхаузенских процессов, проведённом трибуналом США и начавшимся 28 июля 1947 года. 12 августа 1947 года суд признал его виновным в смерти сотен узников Гузена и приговорил его к смертной казни через повешение. Прошения о помиловании, поданные его женой Марией и братом Адольфом Феттером, были отклонены. 2 февраля 1949 года приговор был приведён в исполнение в Ландсбергской тюрьме. Даже в своих последних словах он отрицал свои преступления и настаивал на том, что не сделал ничего, что нарушало бы клятву Гиппократа.